# Монахан (місто)
Монахан (англ. Monaghan, ірл. Muineachán) — місто в Ірландії, адміністративний центр графства Монахан (провінція Ольстер) та його найбільше місто.

## Назва міста
Національна версія назви походить від зменшеної форми слова «muine», що означає дослівно «надмірно поросла місцина». Ірландський історик Патрік Вестон Джойс вважав, що це означає «земля (ділянка) біля малого пагорбка». Офіційно на рівні графства підтримується друга версія, аргументом є наявність друмлінів навколо містечка.

## Історія
1595 року біля міста відбулася битва біля Клонтібрета. 1858 року через місто пройшла залізниця. Проіснувала вона до 1960 року.

## Культура
У місті проходить один із найвідоміших у Ірландії фестивалів блюзу..

## Пам'ятки, історичні споруди
- Маркет Хаус (1792)
- Методитська церква (1861)
- Костьол Св. Макартана (1862—1893) та коледж (1840)
- Церква Св. Йозефа (1900)

Місто є цікавим зразком забудови 19 століття — тут багато забудови «вікторіанської епохи».

## Спорт
З 1979 року у місті діє футбольний клуб Монахам Юнайтед.